# Casa cu Axa de Fier
Casa cu Axa de Fier (uneori Casa cu Axul de Fier) este o casă din Timișoara care apare pe planurile orașului din 1836. Este formată din două corpuri, pe colțul corpului de est fiind montat un ax de 2,5 m, care a dat și numele edificiului. Deși face parte din Situl urban Cartierul „Cetatea Timișoara”, cod LMI TM-II-s-A-06095, este clasificată și individual ca monument istoric, cu codul LMI TM-II-m-B-06124.

## Istoric
În perioada stăpânirii otomane, în partea de nord-est a fortificațiilor Cetății Timișoara se afla Bastionul Arsenalului de Artilerie. În partea de nord-vest a bastionului se afla Turnul Rotund, care era amplasat exact unde actual este curtea Casei cu Axa de Fier. După cucerirea în 1716 a cetății de către armata habsburgică sub comanda lui Eugen de Savoia acest turn a fost folosit în continuare ca pulberărie până în 1756, când a fost demolat.
În 1831 terenul a fost parcelat, iar în anii 1836–1838 deja existau corpul de est (partea de clădire cu un etaj) din Piața Dr. I.C Brătianu nr. 1, construit de arh. Anton Schmidt, respectiv cel de vest (partea de clădire cu două etaje) din Piața Țepeș Vodă nr. 1.
Între 1863–1864, perioadă în care a fost un val de foamete, în această casă a funcționat o cantină pentru cei în nevoie, susținută de organizații religioase și finanțată prin donații.

## Descriere
Ambele corpuri sunt în stil clasicist și au parterul tratat ca un soclu cu bosaje. Sub ferestrele de la etajul întâi și sub cornișă sunt rozete neoromanice. Ferestrele sunt încadrate de pilaștri cu capiteluri corintice. La corpul de vest, inițial deasupra ferestrelor existau frontoane triunghiulare de factură clasicistă, la care la restaurarea din 2015 s-a renunțat, uniformizându-se aspectul celor două corpuri.
Pe colțul corpului de est este montat un ax de 2,5 m lungime, despre care legenda afirmă că ar fi axul carului de luptă cu care Eugen de Savoia a intrat în cetate după cucerirea ei, la 18 octombrie 1716. Însă se știe că în 1716 nu se utilizau care de luptă, iar Eugen de Savoia a intrat în cetatea cucerită călare. Axul, prea lung pentru un car sau trăsură, este unul de la un afet de artilerie grea de la începutul secolului al XIX-lea.

## Amenajări recente
În 2015 ambele corpuri au fost reabilitate, în scopul de a deveni un centru de afaceri. Transformarea din locuințe în sedii de firme s-a făcut prin proiectul „Restaurare, Consolidare și Refuncționalizare imobil în spațiu cu funcțiuni complementare, amenajare mansardă în pod existent”. Costul transformării a fost de 11,7 milioane de lei, din care 5,7 milioane fonduri din Uniunea Europeană prin Programul Operațional Regional, axa prioritară 1. Fundațiile au fost subzidite, clădirea a fost mansardată și s-au construit spații noi la demisol. În urma modificărilor clădirea poate găzdui 15 firme, cu 60 de angajați.